# Masked Rider (manga)
Masked Rider (仮面ライダー?, Kamen Raidā) è un manga creato da Shōtarō Ishinomori nel 1971. È stato pubblicato in Giappone da Kōdansha su Shōnen Magazine e in Italia dalla d/visual.

## Trama
L'organizzazione terroristica "Shocker"  recluta i suoi adepti attraverso il rapimento, trasformando i malcapitati in mostruosi cyborg (Kaizo Ningen, 改造人間) dall'aspetto di piante o animali antropomorfi. Il brillante studente universitario Takeshi Hongo riesce però a riguadagnare la libertà grazie al Professor Midorikawa e, dopo aver assunto l'identità dell'eroe dall'aspetto di una cavalletta, Kamen Rider, inizia la sua guerra contro Shocker.
Un'altra delle vittime di Shocker, il fotoreporter Hayato Ichimonji, viene salvato da Takeshi e assume così l'identità di Kamen Rider 2. Assistiti dal manager di corse motocicliste Tobei Tachibana e dall'agente dell'FBI Kazuya Taki, i due Kamen Rider affrontano la "Shocker" e l'associazione che le succede, "Gel-Shocker".

## Serie TV
In contemporanea all'uscita del manga, Ishinomori ha anche realizzato una serie live action intitolata Kamen Rider e andata in onda in Giappone dal 3 aprile 1971 al 10 febbraio 1973.
Il grande successo della serie ha poi dato origine a numerose altre serie e ad alcuni film.